# The Amazing Brentwood
The Amazing Brentwood（前稱布倫活镇中心，或作布倫活商場）是位于加拿大卑詩省本拿比的一個商場。它位于北本拿比的Brentwood Park社區，威靈頓道 (Willingdon Avenue) 和 洛歇公路的交界處，距离温哥华市约1.5公里。

## 歷史
Brentwood Park社区于1950年代初開始發展，項目包括572所住宅，以及一所商場。該項目的用地由市政府擁有的土地和14位業主的土地拼凑而成，於1957 年被加拿大韦伯和纳普公司收购；此前已有几家零售商购买了該社區的房产，並同意興建一所綜合商場的計劃。 興建商場的計劃於1959年1月正式被提出，並於次月獲得市議會批准。   這個價值一千萬加元的工程也在該年開展。 

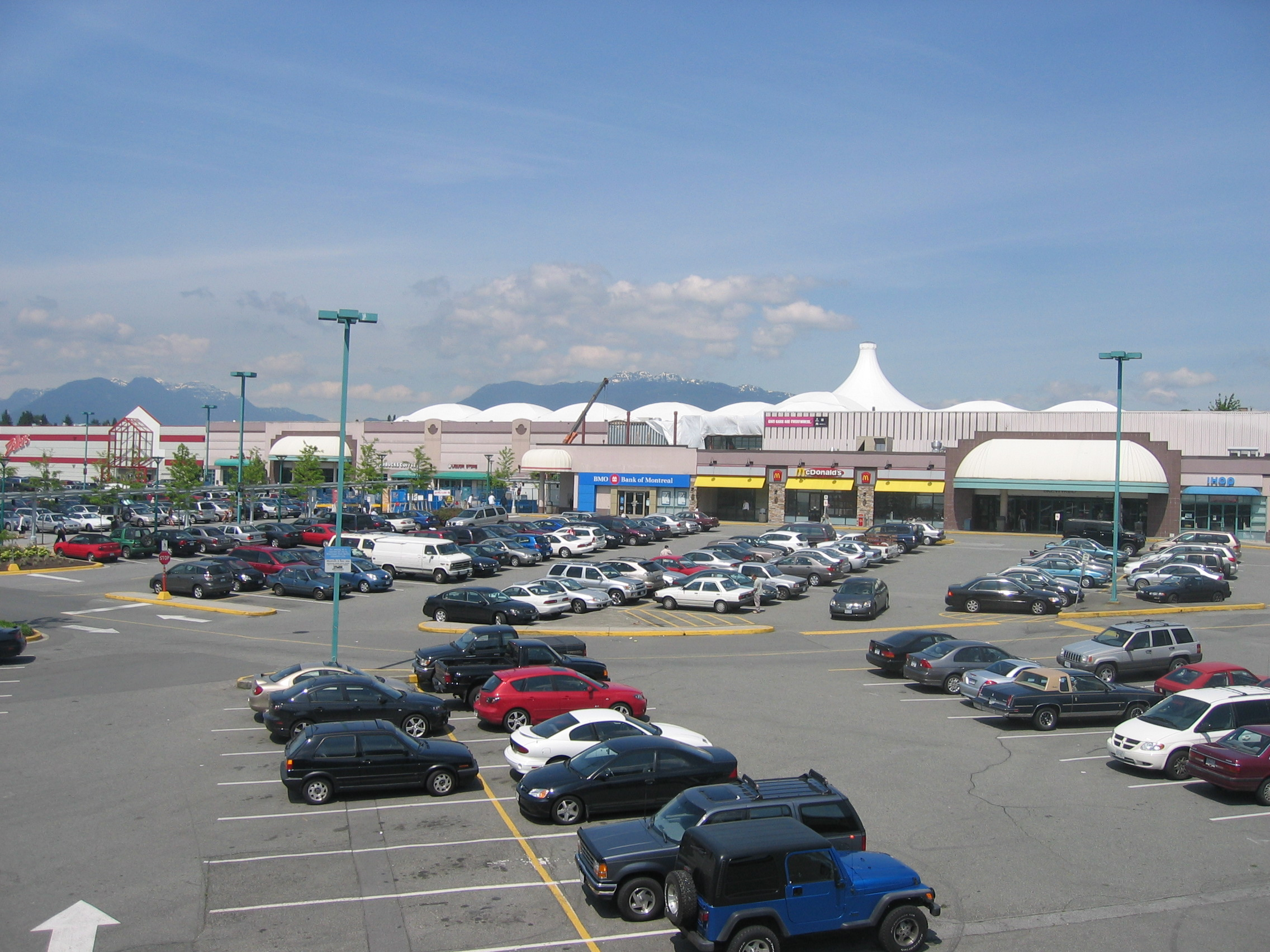
2006 年的布倫活镇中心

布倫活商場於1961年8月16日開業，第一天就有一萬名顧客到访，甚至使洛歇公路擠塞。 該商场共有50家商店，零售空間面积405,000平方英尺（37,600平方）购物中心的占地30英畝（12公頃），並擁有2,400個停车位，一躍成為當時加拿大最大的商場。 其主力店包括伊頓百貨 、 Loblaws （其在卑詩省的首家分店）和Zellers ；其他商店則分佈在封闭区域与戶外商場之间。  
室外的部分後來被改造成封閉空間，並且在1980年代擴建，增加了第二层。

### 重建
2014年11月，面積28-英畝（11-公頃）的布伦特伍德镇中心地块開始進行大规模重建，這次重建計劃名為「The Amazing Brentwood」，旨在创建一个总体规划的社区。  它由120000平方米的零售空间、46000平方米的辦公空間，以及三座高层住宅大樓，分別於2018 年至2021年间竣工。 

## 公共交通
布倫活鎮中心商場与溫哥華天車千禧線上的布倫活鎮中心站直接相连。此外，該車站亦有通往北溫哥華及本拿比其他社區的巴士行經。
| 巴士站編號 | 服務路線                                                                              |
| ---------- | ------------------------------------------------------------------------------------- |
| 1          | 130號巴士，往菲比斯轉車站方向 134號巴士，往湖城路站方向 222號巴士，往菲比斯轉車站方向 |
| 2          | 134號巴士，往湖城路站方向 N9號深宵巴士，往溫哥華市中心方向                            |
| 3          | 136號巴士，往洛歇鎮中心站方向                                                         |
| 5          | 25號巴士，往卑詩大學方向 N9號深宵巴士，往高貴林中央站方向                             |
| 6          | 130號巴士，往鐵道鎮站方向                                                             |
| 7          | 123號巴士，往新西敏站方向 130號巴士，往鐵道鎮站方向 222號巴士，往鐵道鎮站方向         |